# Родионов, Владимир Тимофеевич
Владимир Тимофеевич Родио́нов (1908—1974) — советский учёный в области радиоприборостроения.

## Биография
Родился 29 июня (12 июля) 1908 года в Москве. Окончил МЭИ (1941).
В 1925—1926 техник радиобюро МГСПС в Москве, в 1926—1930 годах монтёр, электромеханик в Управлении делами НКПС.
Инженер ВЭИ имени В. И. Ленина (1930—1939).
С 1939 по 1974 год работал в Морском научно-исследовательском институте радиоэлектроники «Альтаир»: старший инженер, ведущий инженер, старший научный сотрудник (1946), начальник лаборатории.
Кандидат технических наук (1948).
Специалист в области радиоприборостроения. Один из основателей советской научной школы (наряду с профессорами Н. Д. Смирновым, В. А. Грановским, К. С. Вульфсоном) по прикладному использованию средств ИК-техники в интересах обороны и народного хозяйства.
Участник создания и испытаний первого советского ИК-устройства по обнаружению самолётов по их тепловому излучению. Один из ведущих разработчиков первых береговых теплопеленгаторов и теплоблоков, использовавшихся во время Великой Отечественной войны на Северном и Балтийском флотах.
Главный конструктор первой советской ИК-аппаратуры телевизионного типа круглосуточного действия для оперативных метеорологических ИСЗ «Метеор».
Автор 10 изобретений.
Умер 1 сентября 1974 года в Москве.

## Награды и премии
- Сталинская премия II степени (14 марта 1941) — за изобретение нового типа теплопеленгатора
- Государственная премия СССР (1971)
- орден «Знак Почёта»
- орден Трудового Красного Знамени
- медали
- «Отличник судостроительной промышленности»